# Emmett J. Flynn
Pour les articles homonymes, voir Flynn.
Emmett J. Flynn (né le 9 novembre 1892 à Denver dans le Colorado et mort le 4 juin 1937  à Hollywood) est un réalisateur, scénariste, acteur et producteur américain de cinéma.

## Filmographie

### Comme réalisateur
- 1917 : Alimony (en)
- 1918 : The Racing Strain
- 1919 : Civilisés! (Eastward Ho!)
- 1919 : The Bondage of Barbara
- 1919 : Virtuous Sinners
- 1919 : La Petite Fée d'Irlande (en) (A Bachelor's Wife)
- 1919 : Yvonne (en) (Yvonne from Paris)
- 1919 : Voleur de grands chemins (en) (The Lincoln Highwayman)
- 1920 : The Valley of Tomorrow
- 1920 : Shod with Fire (en)
- 1920 : Leave It to Me
- 1920 : Le Siffleur tragique (The Untamed)
- 1920 : The Man Who Dared
- 1921 : Le Fils de l'oncle Sam chez nos aïeux (A Connecticut Yankee in King Arthur's Court)
- 1921 : La Tare (Shame)
- 1921 : L'Épervier noir (The Last Trail)
- 1922 : L'Amour qui tue (A Fool There Was)
- 1922 : Monte Cristo
- 1922 : Without Compromise
- 1923 : L'Avalanche (en) (Hell's Hole)
- 1923 : In the Palace of the King (en)
- 1924 : Nellie, the Beautiful Cloak Model (en)
- 1924 : The Man Who Came Back (en)
- 1924 : La Plus Belle Richesse (en) (Gerald Cranston's Lady)
- 1925 : Dansons ! (The Dancers)
- 1925 : Vivre sa vie (en) (Wings of Youth)
- 1925 : East Lynne
- 1926 : Le Dernier de sa race (en) (The Yankee Señor)
- 1926 : Celui qu'on aime (en) (The Palace of Pleasure)
- 1926 : La Danseuse Saina (Yellow Fingers)
- 1927 : Married Alive (en)
- 1928 : Le valet casse tout ou Maître Hardy et son valet Stan (Early to Bed)
- 1929 : The Veiled Woman (en)
- 1929 : C'est mon homme (en) (Hold Your Man)
- 1929 : The Shannons of Broadway (en)
- 1932 : Beautiful and Dumb (court métrage)

### Comme scénariste
- 1915 : Big Jim's Heart de John B. O'Brien
- 1919 : Voleur de grands chemins (en) (The Lincoln Highwayman) d'Emmett J. Flynn
- 1921 : La Tare (Shame) d'Emmett J. Flynn
- 1925 : East Lynne d'Emmett J. Flynn

### Comme acteur
- 1914 : The Pursuit of the Phantom (en) d'Hobart Bosworth : le fils de Van Zandt
- 1915 : Big Jim's Heart de John B. O'Brien : Tom Smith

### Comme producteur
- 1924 : The Man Who Came Back (en) d'Emmett J. Flynn